# Kurt Stettler (Radsportler)
Kurt Stettler (* 11. April 1910 in Boll; † Dezember 1974 in Bern) war ein Schweizer Radrennfahrer.
1933, noch als Amateur, wurde Kurt Stettler Schweizer Strassenmeister und gewann die Ungarn-Rundfahrt. Bei den Strassenweltmeisterschaften im selben Jahr im französischen Montlhéry wurde er Vize-Weltmeister hinter seinem Landsmann Paul Egli. Von 1934 bis 1939 war er Profi. Sein grösster Erfolg in dieser Zeit war der zweite Platz bei den Schweizer Strassenmeisterschaften im Jahre 1934.